# Билас, Иван Григорьевич
Ива́н Григо́рьевич Би́лас (укр. Іван Григорович Білас; род. 9 мая 1953 года, с. Шоломиничи) — украинский юрист, историк и политический деятель, депутат Верховной рады Украины II и III созывов (1994—2002); доктор исторических наук и доктор юридических наук.

## Биография
Родился 9 мая 1953 года в селе Шоломиничи.
С 1970 по 1971 год работал в колхозе, с 1971 по 1973 год проходил службу в армии. После возвращения из армии с 1973 по 1975 год был курсантом Львовской школы милиции.
Окончил юридический факультет Львовского государственного университета.
С 1975 года работал в органах внутренних дел, с 1975 по 1977 год был инспектором уголовного розыска Управления внутренних дел Львовской области.
С 1977 по 1986 год работал старшим участковым, затем начальником Трускавецкого ГУВД. С октября 1986 по 1991 год являлся старшим преподавателем теории и истории государства и права Львовской специальной средней школы милиции и старшим преподавателем кафедры уголовного права и уголовного процесса юридического факультета Львовского государственного университета имени Ивана Франко.
С 1991 по 1994 год был докторантом Украинской академии внутренних дел, был начальником кафедры, проректором по научной работе Львовского института внутренних дел Национальной академии внутренних дел Украины, с 1992 по 1993 год был докторантом Украинского свободного университета (г. Мюнхен). Тема кандидатской диссертации — «Органы милиции западных областей Украины: становление, организация, деятельность (1939—1941)» (1989), темы докторских диссертаций — «Репрессивно-карательный аппарат в механизме большевистской государственности» (1993, Украинский свободный университет, г. Мюнхен) и «Репрессивно-карательная система в Украине 1917—1953 гг.: историко-правовой и общественно-политический анализ» (1994, Институт украиноведения НАНУ).
С июня 1991 года по 1998 год был первым заместителем главы, с 1998 года по апрель 1999 года — главой Союза офицеров Украины.
На парламентских выборах 1994 года был избран народным депутатом Верховной рады Украины II созыва от Мостисского избирательного округа № 278 Львовской области. В парламенте был членом Комитета по вопросам борьбы с организованной преступностью и коррупцией, входил в состав депутатской группы «Реформы».
На парламентских выборах 1998 года был избран народным депутатом Верховной рады Украины III созыва от избирательного округа № 120 Львовской области. С июля по декабрь 1998 года был членом депутатской группы «Независимые», с декабря 1998 года по декабрь 1999 года был членом фракции «Реформы-центр», с 1 по 3 декабря и с 24 декабря 1999 года по январь 2000 года был внефракционным депутатом, с 3 пр 24 декабря 1999 года являлся членом фракции СДПУ(О), в дальнейшем с января 2000 года входил во фракцию «Народного руха Украины» (в дальнейшем — фракция Украинского народного Руха). Являлся заместителем председателя Комитета по вопросам обеспечения правоохранительной деятельности и борьбы с организованной преступностью и коррупцией с июля 1998 года по февраль 2000 года, в феврале 2000 года возглавил Комитет по вопросам обеспечения правоохранительной деятельности.
С 1998 по 2004 год был гетманом украинского казачества. С апреля 2003 года по февраль 2005 года был советником премьер-министра Украины, с октября 1999 года по май 2005 года являлся главой Координационного совета по вопросам развития украинского казачества при Президенте Украины.
Президент Федерации авиационного спорта Украины, вице-президент Международной авиационной федерации.

## Награды и звания
- Генерал-майор (1995)
- Заслуженный юрист Украины (1997)[1]